# Куритиба (микрорегион)

Куритиба на карте.

Куритиба (порт. Microrregião de Curitiba) — микрорегион в Бразилии, входит в штат Парана. Составная часть мезорегиона Агломерация Куритиба. Население составляет 	3 060 332	 человека (на 2010 год). Площадь — 	8541,287	 км². Плотность населения — 	358,30	 чел./км².

## Демография
Согласно сведениям, собранным в ходе переписи 2010 г. Национальным институтом географии и статистики (IBGE), население микрорегиона составляет:						
| Полное население                             | Полное население                             | Полное население                             | Полное население                             | 3 060 332 |
| -------------------------------------------- | -------------------------------------------- | -------------------------------------------- | -------------------------------------------- | --------- |
| в том числе:                                 | Городское население                          | 2 876 832                                    | Процент городского населения, %              | 94,00     |
|                                              | Сельское население                           | 183 500                                      | Процент сельского населения, %               | 6,00      |
|                                              | Мужское население                            | 1 485 876                                    | Процент мужского населения, %                | 48,55     |
|                                              | Женское население                            | 1 574 456                                    | Процент женского населения, %                | 51,45     |
| Плотность населения, чел/км²                 | Плотность населения, чел/км²                 | Плотность населения, чел/км²                 | Плотность населения, чел/км²                 | 358,30    |
| Население микрорегиона в % к населению штата | Население микрорегиона в % к населению штата | Население микрорегиона в % к населению штата | Население микрорегиона в % к населению штата | 29,30     |

## Статистика
- Валовой внутренний продукт на 2003 год составляет 32 149 393 253,00 реалов (данные: Бразильский институт географии и статистики).
- Валовой внутренний продукт на душу населения на 2003 год составляет 11 012,45 реалов (данные: Бразильский институт географии и статистики).
- Индекс развития человеческого потенциала на 2000 год составляет 0,819 (данные: Программа развития ООН).

## Состав микрорегиона
В составе микрорегиона включены следующие муниципалитеты:
1. Алмиранти-Тамандаре
2. Араукария
3. Балса-Нова
4. Бокаюва-ду-Сул
5. Кампина-Гранди-ду-Сул
6. Кампу-Ларгу
7. Кампу-Магру
8. Коломбу
9. Контенда
10. Куритиба
11. Фазенда-Риу-Гранди
12. Итаперусу
13. Мандиритуба
14. Пиньяйс
15. Пиракуара
16. Куатру-Баррас
17. Риу-Бранку-ду-Сул
18. Сан-Жозе-дус-Пиньяйс
19. Тунас-ду-Парана